# Проєкт «Переслідувач тіні» 4: Ключ від Оріона
«Проєкт „Переслідувач тіні“ 4: Ключ від Оріона» (англ. Orion's Key) — американський фантастичний бойовик режисера Марка Роупера.

## Сюжет
Подружжя археологів відкопують в Африці древній артефакт космічного походження і відразу ж стають мішенню для активізувавшогося інопланетного андроїда — захисника артефакту.

## У ролях
| Актор                | Роль                                |
| -------------------- | ----------------------------------- |
| Френк Загаріно       | Сіріус                              |
| Тодд Дженсен         | Майкл Кавано                        |
| Дженніфер МакДональд | Корінн Кавано                       |
| Грег Мелвілл-Сміт    | Сільвер                             |
| Брайан О'Шонессі     | професор Мортон                     |
| Дейв Рідлі           | агент розшукної поліції 1           |
| Корделл МакКуін      | агент розшукної поліції 2 & Артурус |
| Грег Пусті           | агент розшукної поліції 3           |
| Кріс Оллі            | агент розшукної поліції 4           |
| Леслі Фонг           | агент розшукної поліції 5           |
| Зейн Міс             | агент розшукної поліції 6           |
| Кім Віндо            | агент розшукної поліції 7           |
| Ролі Дженсен         | агент розшукної поліції 8           |
| Тайрон Стівенсон     | агент розшукної поліції 9           |
| Бісмілла Мдака       | Бадімо Сангома                      |
| Струан Фрост         | Джої Кавано                         |
| Лінделані Бателезі   | Мосес                               |
| Самсон Комбул        | Сангома 1                           |
| Памела Номвете       | доктор Олін                         |
| Італі Соломонс       | поліцейський у клініці              |
| Йен Юлі              | Odd Job                             |
| Гектор Работабі      | Джеймс                              |
| Лакі                 | карлик                              |
| Вера Блекер          | Sister George                       |
| Тато Пітса           | 12-річний хлопчик                   |
| Дік Рейнеке          | Лірі                                |
| Професор Мавусо      | доктор 1                            |
| Селло Себотсейн      | сержант Макоджейн                   |
| Магі Вільямс         | Жасмін                              |
| Норман Кумбз         | Отець Дональд                       |
| Нетлінг Дюплессі     | Оріон                               |
| Майкл Льюїс          | Проціон                             |